# یوئی (خواننده)
یوئی (انگلیسی: Yui؛ زاده ۲۶ مارس ۱۹۸۷) یک موسیقی‌دان اهل ژاپن است.